# RAI Model 500
RAI Model 500 — крупнокалиберная снайперская винтовка США.

## Описание
Для стрельбы из M500 применяются винтовочные патроны калибра 12,7×99 мм (.50 BMG). Технически представляет собой винтовку с продольно-скользящим поворотным затвором.
M500 комплектуется оптическим прицелом.

## Варианты и модификации
Выпускалась разными фирмами, имеет несколько модификаций: M600, AMAC-5100, M650, AMAC-1500.